# مارك تشن
مارك تشن (بالصينية: 陳俊樂) (5 يناير 1996 الصين - ) هو لاعب كرة قدم صيني يلعب كلاعب وسط.

## روابط خارجية
- مارك تشن على موقع قاعدة بيانات كرة القدم.إي يو (الإنجليزية)
- مارك تشن على موقع ناشيونال فوتبول تيمز (الإنجليزية)
- مارك تشن على موقع Soccerway.com (الإنجليزية)